# 현우석
현우석(2001년 5월 8일 ~ )은 대한민국의 배우이자 모델이다.

## 출연작

### 영화
- 《내가 죽던 날》 (2020년) - 세진 친구 역
- 《아이를 위한 아이》 (2022년) - 도윤 역
- 《빅슬립》 (2023년) - 오현 역
- 《돌핀》 (2024년) - 성운 역
- 《힘을 낼 시간》 (2024년) - 태희 역
- 《브로큰》 (2025년) - 학생 역
- 《너와 나의 5분》 (2025년) - 재민 역

### 드라마
- 《치얼업》 (2022년, SBS) - 김민재 역
- 《심야카페 시즌 2》 (2021년, 웹드라마) - 차준기 역
- 《라이브온》 (2020년, JTBC) - 권성준 역
- 《보건교사 안은영》 (2020년, Netflix) - 오승권 역
- 《좋아하면 울리는》 (2019년, Netflix) - 최성준